# Eusurculus pristinus
Eusurculus pristinus är en fiskart som beskrevs av Werner Schwarzhans och Møller 2007. Eusurculus pristinus ingår i släktet Eusurculus och familjen Bythitidae. Inga underarter finns listade i Catalogue of Life.